# Luis Fernando Cartagena
Luis Fernando Cartagena Travesedo (n. 1954) es un médico y político español del Partido Popular, exalcalde de Orihuela (Alicante), y exconsejero de obras públicas de la Generalidad Valenciana. Protagonizó en 2002 un escándalo de corrupción relacionado con la apropiación para fines personales en 1993 de fondos públicos del Ayuntamiento de Orihuela procedentes de una donación de las Hermanas Carmelitas del hospital municipal San Juan de Dios que estaban destinados a fines sociales.

## Biografía
Licenciado en Medicina, especializado en urología.
Militante de Alianza Popular y después del Partido Popular, ha sido diputado por la provincia de Alicante en las elecciones generales de 1989 y 1993.
Fue alcalde de Orihuela de 1987 a 1997, y consejero de obras públicas de la Generalidad Valenciana de 1995 a 1999, época en que era presidente de la Generalidad Eduardo Zaplana.
En 2002, fue condenado, junto con el industrial Ángel Fenoll, por los delitos de falsedad en documento mercantil y malversación de caudales públicos durante su época de alcalde.
Desde mayo del 2008 tiene pendiente otra causa por fraude fiscal relacionada con el denominado "caso de las primas únicas" por la que se enfrenta a otros tres años de cárcel.

## Escándalo del donativo del Hospital San Juan de Dios
La carrera política de Luis Fernando Cartagena se vio truncada en 2002 cuando se destapó un escándalo relativo al uso indebido de un donativo realizado al Ayuntamiento por las Hermanas Carmelitas del hospital municipal San Juan de Dios. Cartagena fue condenado, junto con el industrial Ángel Fenoll, por los delitos de falsedad en documento mercantil y malversación de caudales públicos. Concretamente, el Tribunal consideró que Cartagena hizo apropiación indebida de 49.000 euros procedentes del superávit de gestión del hospital municipal San Juan de Dios, de las Hermanas Carmelitas, en 1993, dinero que había sido donado al ayuntamiento para ser destinado a obras sociales. Los hechos los denunció el Centro Liberal (una escisión del Partido Popular) en 1997. La Audiencia de Alicante condenó a Cartagena el 14 de marzo de 2002 a cuatro años de prisión por malversación y falsedad. El Tribunal Supremo ratificó dos años más tarde el fallo.
Según el relato de Ángel Fenoll, también implicado en el caso, Luis Fernando Cartagena recibió en 1993 un sobre con 49.000 euros enviado por la hermana Bernardina, responsable del asilo municipal. Ella lo había recaudado entre los ancianos allí acogidos para que fuese destinado a obras sociales. "Pero Luis Fernando", relata Fenoll, "no registró la entrada del donativo en el Ayuntamiento. Escondió el sobre en un piano y se fue gastando el dinero. Pasado el tiempo, y cuando se enteró de que la justicia estaba buscando aquel sobre, me llamó y me pidió que le consiguiera facturas falsas. Quería hacer parecer que el dinero se lo había gastado en mejorar las casas de los gitanos. No debí prestarme a aquello, pero les hice las facturas. [...] El juicio se celebró hace ahora cuatro años. A mí me condenaron a un año de prisión, y a él, a cuatro. Por un delito de malversación de caudales públicos y otro de falsedad en documento mercantil. Yo no tengo que entrar en prisión porque mi pena es inferior a los dos años, pero él sí. Pidió el indulto pero no le fue concedido.
El 17 de julio de 2008 Cartagena ingresó en el Centro Penitenciario Alicante II de Villena para cumplir su pena de cuatro años íntegra al negarle el Ministerio de Justicia el indulto que solicitó en 2004.
En el año 2010, cumplida parcialmente su condena, fue contratado por políticos del Partido Popular como asesor del Consejo de Cámaras de Valencia, con un contrato de 50.000 euros.

## Caso de las primas únicas
En mayo del 2008, un juzgado oriolano decretó la apertura de juicio oral contra Luis Fernando Cartagena por el denominado caso de las primas únicas. El fiscal anticorrupción de Alicante presentó su escrito de calificación inicial con una petición de tres años de cárcel por un supuesto fraude fiscal de 310.000 euros.